# Robert William Jameson

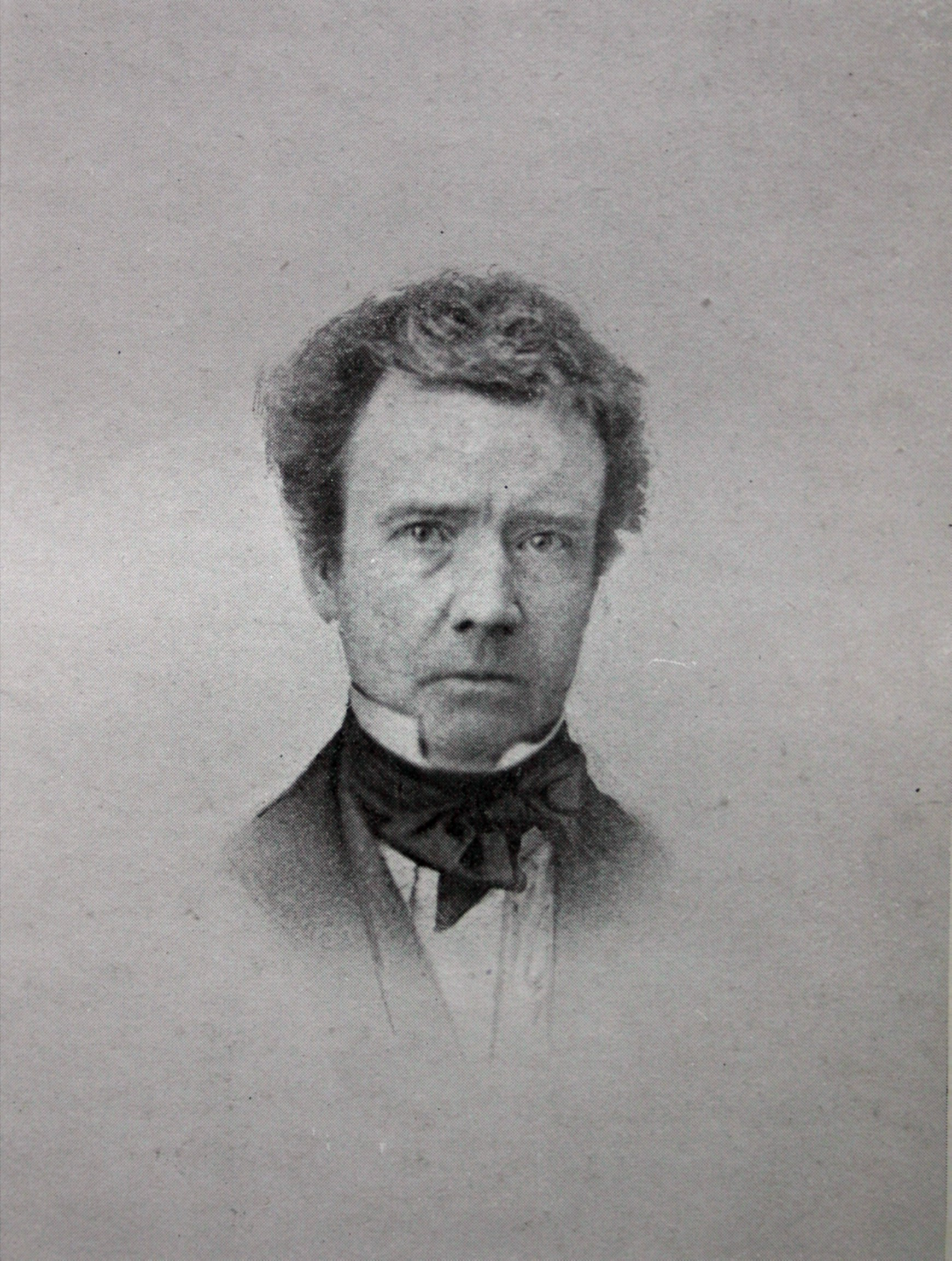
Robert William Jameson.

Robert William Jameson (Edimburgo, Escocia, 1805 - Inglaterra, 1868) fue un escritor, poeta, dramaturgo, periodista y político del Reino Unido.

## Biografía
Fue hijo de Thomas Jameson, un navegante y comerciante de Edimburgo. Esta familia tenía su origen en las islas Shetland y estaba establecida desde mucho tiempo atrás en esa zona, en Leith y en la capital escocesa. En 1835, Robert William se casó con Christian Pringle, hija del general Pringle de Symington y Christian Watson. De esta unión nacieron once niños, de los cuales el menor fue Leander, nacido en 1853. En 1854 era editor de un periódico liberal.
Fue padre de Sir Leander Starr Jameson, primer ministro de Sudáfrica, y sobrino del naturalista Robert Jameson.
Robert William fue un libre pensador y radical, autor del poema dramático Nimrod, publicado en 1848, y de la obra Timolean, presentada en 1852. Timolean está basada en las ideas abolicionistas de la esclavitud de la época. En 1854 publicó la novela The Curse of Gold.
Según lo expresado por W. Forbes Gray y Lord Chancellor Campbell, no había mejor orador que Robert William. Supo hablar ante 50 mil personas en King's Park y hacia 1835 era concejal de la ciudad de Edimburgo. Robert William Jameson y su familia se mudaron a Londres en 1861, donde murió en 1868.

## Enlaces
R. W. Jameson en la Wikipedia en inglés
- Datos: Q7351094